# Saint-Gervais (Paesi della Loira)
Saint-Gervais è un comune francese di 2 281 abitanti situato nel dipartimento della Vandea nella regione dei Paesi della Loira.

## Società

### Evoluzione demografica
Abitanti censiti